# Diaguita

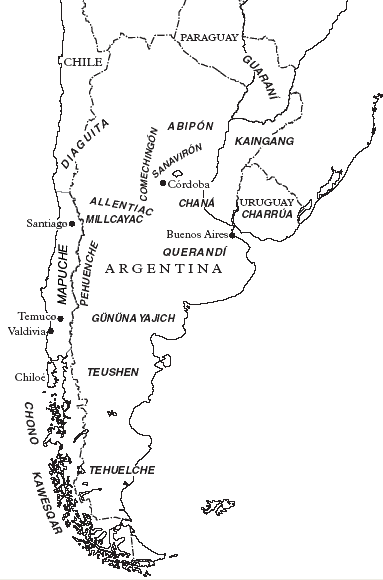
Mapa z rozmieszczeniem języków w Patagonii w czasie hiszpańskiego podboju, grupa Diaguita w lewej górnej części mapy

Diaguita – grupa plemion indiańskich i kultura prekolumbijska istniejąca od VIII w. do XVI w. na obecnych terenach północno-zachodniej Argentyny oraz chilijskich regionów Atacama i Coquimbo. Zajmowali się uprawą ziemi na sterasowanych poletkach, nierzadko zasilanych w wodę za pośrednictwem kanałów nawadniających. Hodowali także lamy, których wełnę wykorzystywali do wyrobu tkanin. W XV w. napierani przez Imperium Inków, następnie - mimo zbrojnego oporu - skolonizowani, rozproszeni i zasymilowani przez Hiszpanów.